# Ткаченко, Игорь Анатольевич (преступник)
Игорь Анатольевич Ткаченко (укр. Ігор Анатолійович Ткаченко; 4 апреля 1964, Темиртау, Карагандинская область — 8 декабря 2001, Киев) — участник организованных преступных групп. Являлся главным тренером женской сборной Украины по баскетболу. Президент баскетбольного клуба ТИМ-СКУФ.

## Биография
Родился 4 апреля 1964 года в Темиртау Карагандинской области. После рождения Игоря семья переехала в Киев. Учился в спортивном интернате в Броварах. После окончания спортинтерната поступил в Киевский институт физической культуры. Занимался лёгкой атлетикой, специализировался в беге на средние дистанции. Четыре года отдал боксу, представляя киевский клуб «Боевые перчатки». Позднее на базе клуба была создана Федерация кикбоксинга Украины, где Ткаченко стал первым вице-президентом.
В 1985 году познакомился с баскетболисткой Мариной Копчей, на которой женился спустя год. Благодаря супруге увлёкся баскетболом.

### Криминальная карьера
Во время учёбы Ткаченко начал участвовать в деятельности организованной преступной группировки Валентина Дьяченко (Лысого), которая занималась «крышеванием» коммерсантов. Ткаченко получил прозвище «Череп» и со временем сам стал руководить бандой рэкетиров. Он вымогал деньги у таксистов, фотографов и проституток. Под его контролем находилась гостиница «Русь», где частыми клиентами были валютные проститутки.
В начале 1989 года между Ткаченко и Дьяченко произошёл конфликт из-за раздела добытых средств, в результате чего студент физвоза был избит и изгнан из группировки. До конца 1989 года Игорь Ткаченко был участником банды Бориса Савлохова (Салоха), после чего создал собственную бандгруппу. В общей сложности членами банды являлось около 100 человек, преимущественно спортсмены. По словам Валерия Кура, который занимался борьбой с организованной преступностью, во время задержания Ткаченко бросил в него шумовую гранату.
Ткаченко наладил контакты с правоохранительными органами, чтобы обеспечить выживание своей группировки. Его банда контролировала рынок секс-услуг, а также занималась «крышеванием» уличных игроков в напёрстки и воров-карманников.
Познакомившись с Семёном Могилевичем, при поддержке Солнцевской ОПГ, Ткаченко организовал сеть борделей и кафе в Венгрии. Девушек для работы в этих заведениях заманивали обманным путём, обещая должности официанток и танцовщиц.
В 1991 году Ткаченко был задержан и экстрадирован на Украину, где против него возбудили дело о сопротивлении сотрудникам правоохранительных органов. Суд приговорил его к 2,5 годам лишения свободы. После освобождения он вновь оказался за решёткой, получив восемь лет тюрьмы, которые отбывал в Запорожье. В этот период его супруга переехала ближе к месту заключения и выступала в баскетбольной команде «Казачка».

### Приход в баскетбол
В марте 1997 года, отбив половину срока, Ткаченко вышел на свободу. На воле стал учредителем женского баскетбольного клуба ТИМ-СКУФ, где являлся президентом и главным тренером. Его супруга являлась играющим старшим тренером. Название команды расшифровывается как Ткаченко Игорь и Марина — Спортивный клуб университета физкультуры. В сезоне 1998/99 привёл команду к победе в чемпионате Украины. С 1999 года — главный тренер женской сборной Украины по баскетболу. Возглавлял украинскую команду на Универсиаде 1999 года в Испании, где его подопечные заняли четвёртое место, уступив в последнем матче россиянкам. После двух лет работы с командой он был уволен из-за конфликта с Федерацией баскетбола Украины.

### Смерть
8 декабря 2001 года он был застрелен возле своего дома на Срибнокильской улице в Дарницком районе. Около 11:30, когда он направлялся к припаркованной машине, неизвестный произвёл три выстрела. Раненого Ткаченко доставили в больницу, где спустя несколько часов он скончался.
Отпевание проходило в церкви Святой Ольги. Похоронен на Лесном кладбище Киева в одной могиле со своим братом Анатолием, погибшим в 1992 году в возрасте 19 лет. У Игоря и Марины Ткаченко в браке были двое детей Игорь (род. 1989) и Лиза (род. 2002).